# Ernest Pintoff
Ernest Pintoff (* 15. Dezember 1931 in Watertown, Connecticut; † 12. Januar 2002 in Woodland Hills, Los Angeles, Kalifornien) war ein US-amerikanischer Filmregisseur, Filmproduzent und Drehbuchautor.

## Leben
Pintoff wuchs in New York auf und erhielt nach seinem Abschluss in Grafikdesign an der Syracuse University Mitte der 1950er Jahre eine Anstellung bei den UPA Animation Studios. Er wechselte jedoch schon kurz drauf zu Terrytoons, wo er das Drehbuch zum Zeichentrick-Kurzfilm Flebus verfasste. Danach machte er sich selbständig und produzierte 1959 den Kurzfilm The Violinist, für den er für den Oscar und einen British Film Academy Award nominiert wurde. 1963 gewann er den Regie-Oscar für die von Mel Brooks geschriebene Zeichentrick-Satire The Critic.
1971 drehte er die Filmcollage Dynamite Chicken, in der unter anderem John Lennon, Richard Pryor und Andy Warhol auftraten. Zwischen Mitte der 1970er und Mitte der 1980er Jahre arbeitete Pintoff als Regisseur an verschiedenen Fernsehserien wie Kojak – Einsatz in Manhattan, Dallas und MacGyver sowie einigen Fernsehfilmen. Nach einem Schlaganfall 1985 beendete er seine Filmkarriere und arbeitete fortan als Dozent an verschiedenen Instituten wie dem American Film Institute, dem California Institute of the Arts und der University of California.

## Filmografie (Auswahl)

### Regie
- 1959: The Violinist
- 1960: The Interview
- 1961: The Shoes
- 1963: The Critic
- 1965: Harvey Middleman, Fireman
- 1971: Dynamite Chicken
- 1971: Wer tötete Mary?
- 1974: Der Sechs-Millionen-Dollar-Mann
- 1975: Kojak – Einsatz in Manhattan
- 1978: Hawaii Fünf-Null
- 1978: Die Sieben-Millionen-Dollar-Frau
- 1979: Unter der Sonne Kaliforniens
- 1979: Ein Duke kommt selten allein
- 1981: Mount St. Helens – Der Killervulkan
- 1982: Falcon Crest
- 1983: Dallas
- 1985: MacGyver

### Produktion
- 1959: The Violinist
- 1960: The Interview
- 1961: The Shoes
- 1963: The Critic
- 1971: Dynamite Chicken

### Drehbuch
- 1961: The Shoes
- 1971: Dynamite Chicken

### Komposition
- 1959: The Violinist
- 1965: Harvey Middleman, Fireman
- 1966: Occasional Wife

## Auszeichnungen (Auszug)
- 1960: British Film Academy Award für The Violinis
- 1960: Oscar-Nominierung für The Violinist
- 1964: Oscar für The Critic